# День бабусі
День бабусі — свято, яке відзначається на честь бабусь; у цей день онуки вітають своїх бабусь. У Польщі та Болгарії відзначається 21 січня, а в Бразилії та Іспанії — 26 липня.

## Святкування

### Польща
В 1964 році в журналі «Woman i Życie» виникла ідея створення такого свята в Польщі. Через рік це свято популяризував «Express Poznański», а його головним ініціатором був Казімеж Флігер (пом. 1985). У 1966 році «Express Wieczorny» також оголосив 21 січня «днем бабусі». Пізніше виникла традиція святкувати День дідуся.

### Франція
Це рухоме свято і відзначається в першу неділю березня. Було створене як розвиток ідеї популярної кави для бабусі, тобто Café Grand'Mère. Це було на півночі Франції в 1950-х роках. Дуже популярна кава 20 століття, створена та продана подружжям Монньє з Рубе, власниками магазину делікатесів. Свято — це можливість проводити багато конкурсів, це найкрасивіші листівки для бабусь, найкращі побажання, спогади про бабусь, а також зустрічі з бабусями, частування тістечком та кавою. Існує також асоціація «Fête des grand-mères», яка організовує хресні ходи на честь бабусь, які називаються «Mamif'estation».

### Північна Америка
Американський (США та Канада) еквівалент цьому дню є Національний день бабусь і дідусів. У них це свято не розділяється на два окремі святкові дні.
У США це свято, офіційно затверджене Конгресом і Президентом, встановлене в 1978 році Джиммі Картером у першу неділю після Дня праці, який відзначається в перший понеділок вересня як у США, так і в Канаді. Таким чином, День бабусь і дідусів в обох країнах також відзначають у вересні.
Цей день має свій офіційний гімн «Пісня для бабусі та дідуся», а символом цього дня є незабудка польова.
Святкування організовують у школах, церквах та будинках престарілих. Також свято відзначають у родинному колі біля багаття чи грилю. Цей день створений для того, щоб діти усвідомили, як багато вони завдячують своїм бабусям і дідусям. Онуків заохочують допомагати найстаршим членам родини.

### Велика Британія
У Великій Британії Національний день бабусь і дідусів відзначають у першу неділю жовтня.